# Floating Dutchman

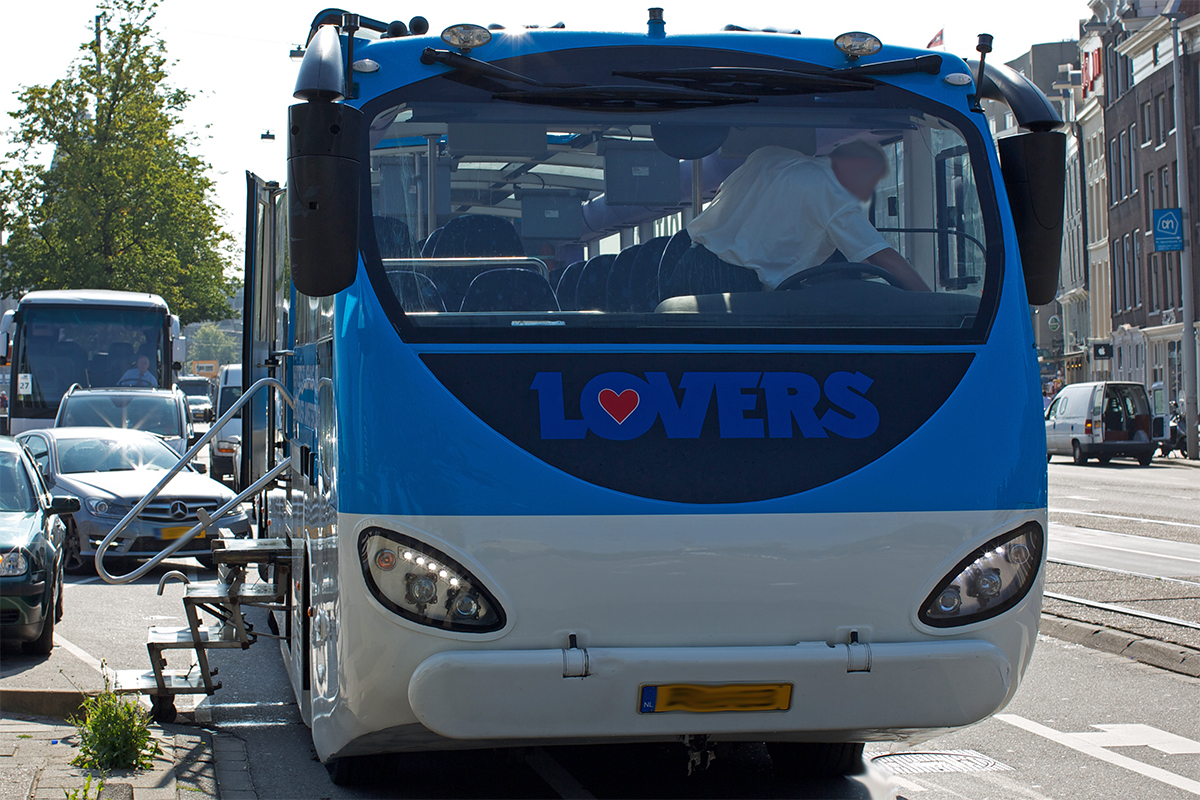
Floating Dutchman

Der Floating Dutchman (Schwimmender Holländer) ist ein amphibischer Reisebus, den das Unternehmen "Dutch Amfibious Transport (DAT)" speziell für den Einsatz in den Amsterdamer Grachten gebaut hat. Er wird in Amsterdam von der Reederei Lovers in Kooperation mit der Flughafenbetreibergesellschaft für Besichtigungsfahrten mit Touristen eingesetzt.
Die Stadtrundfahrten beginnen und enden in Amsterdam am Flughafen Schiphol.

## Technische Details
Das Fahrzeug hat drei Achsen, ist 14,0 m lang, 2,55 m breit und 3,22 m hoch und kann bis zu 50 Gäste aufnehmen. Das Leergewicht beträgt 21 Tonnen und der Tiefgang vorn 1,30 m und hinten 1,65 m. Das Dach ist als Panoramadach ausgeführt, für ein angenehmes Klima sorgt eine extra starke Klimaanlage.
Angetrieben wird der Bus an Land von einem schadstoffarmen Dieselmotor mit 308 kW, im Wasser von zwei 50 kW starken Voith Inline Propulsor VIP 380. Als zusätzliche Manövrierhilfen sind ein 10 kW starkes Bugstrahlruder und ein 7,5 kW Heckquerstrahlruder eingebaut. Alle Antriebe werden elektrisch betrieben, um die Umweltauflagen in Amsterdam zu erfüllen.
Der Bus ist mit 50 Rettungswesten, fünf Notausgängen sowie allen nautisch erforderlichen Signalanlagen und Beleuchtungseinrichtungen ausgerüstet. Das Fahrzeug hat mehrere wasserdichte Abteilungen und ist für den Betrieb in den Grachten zertifiziert.
Das Fahrzeug wurde in Höhe und Tiefgang an die speziellen Eigenschaften der Amsterdamer Grachten angepasst. Gebaut wurde der Bus von J. de Jong Scheepsservice in Nijmegen.
Die Jungfernfahrt erfolgte am Wochenende der 27. Kalenderwoche im Jahr 2011.